# Politolana tricarinata
Politolana tricarinata är en kräftdjursart som beskrevs av Riseman, Pires-Vanin och Brusca 200. Politolana tricarinata ingår i släktet Politolana och familjen Cirolanidae. Inga underarter finns listade i Catalogue of Life.